# Catch The Hits
Catch The Hits – kompilacja niemieckiej piosenkarki C.C. Catch, wydana w 2005 roku przez wytwórnię Edel Records. Składanka składa się z dwóch płyt: płyta CD zawiera największe przeboje artystki z lat współpracy z Dieterem Bohlenem (w tym 2 premierowe remiksy nagrań z tego okresu), 3 nagrania solowe piosenkarki oraz 2 nowe megamixy, płyta DVD zaś zawiera teledyski.

## Lista utworów[1]
| Płyta CD | Płyta CD                                          | Płyta CD |
| Nr       | Tytuł utworu                                      | Długość  |
| -------- | ------------------------------------------------- | -------- |
| 1.       | „Backseat Of Your Cadillac (New Dance–Mix)”       | 3:32     |
| 2.       | „Like A Hurricane (New Dance–Mix)”                | 3:15     |
| 3.       | „Shake Your Head 2003”                            | 3:30     |
| 4.       | „Anniversary Mega–Mix”                            | 3:51     |
| 5.       | „I Can Lose My Heart Tonight”                     | 3:49     |
| 6.       | „Strangers By Night”                              | 3:38     |
| 7.       | „’Cause You Are Young”                            | 3:30     |
| 8.       | „Are You Man Enough (Long Version – Muscle Mix)”  | 6:08     |
| 9.       | „Nothing But A Heartache (Long Version)”          | 5:20     |
| 10.      | „Soul Survivor”                                   | 3:13     |
| 11.      | „Heartbreak Hotel”                                | 3:33     |
| 12.      | „Heaven And Hell”                                 | 3:39     |
| 13.      | „Summer Kisses”                                   | 3:42     |
| 14.      | „House Of Mystic Lights (Long Version Dance Mix)” | 4:08     |
| 15.      | „Big Time”                                        | 3:45     |
| 16.      | „Midnight Hour”                                   | 4:35     |
| 17.      | „Baby I Need Your Love (Long Version)”            | 4:45     |
| 18.      | „Anniversary Mega–Mix (12"–Version)”              | 8:03     |
|          |                                                   | 1:15:56  |

| Płyta DVD (The 80’s Video Clips) | Płyta DVD (The 80’s Video Clips) | Płyta DVD (The 80’s Video Clips) |
| Nr                               | Tytuł utworu                     | Długość                          |
| -------------------------------- | -------------------------------- | -------------------------------- |
| 1.                               | „’Cause You Are Young”           | 3:14                             |
| 2.                               | „Strangers By Night”             | 3:16                             |
| 3.                               | „Heartbreak Hotel”               | 3:35                             |
| 4.                               | „Heaven And Hell”                | 3:24                             |
| 5.                               | „Soul Survivor”                  | 3:16                             |
| 6.                               | „House Of Mystic Lights”         | 3:02                             |
| 7.                               | „Backseat Of Your Cadillac”      | 3:22                             |
| 8.                               | „Summer Kisses”                  | 3:52                             |
| 9.                               | „Baby I Need Your Love”          | 3:02                             |
| 10.                              | „Big Time”                       | 3:48                             |
| 11.                              | „Midnight Hour”                  | 3:52                             |
|                                  |                                  | 37:43                            |

- Nagrania 1. („Backseat Of Your Cadillac (New Dance–Mix)”) i 2. („Like A Hurricane (New Dance–Mix)”) to premierowe remiksy tych nagrań.
- W skład „Anniversary Mega–Mix” (4.) wchodzą zmiksowane nagrania: „Strangers by Night”, „’Cause You Are Young”, „Like A Hurricane” i „Midnight Gambler”.
- W skład „Anniversary Mega–Mix (12"–Version)” (18.) wchodzą zmiksowane nagrania: „Strangers by Night”, „’Cause You Are Young”, „Baby I Need Your Love”, „Midnight Gambler”, „Backseat of Your Cadillac”, „Don’t Be A Hero” i „Dancing In Shadows”.

## Autorzy[2]
- Muzyka: Dieter Bohlen (1, 2, 4, 5, 6, 7, 8, 9, 10, 11, 12, 13, 14, 17, 18), David Weiss & Don Fagenson (3), C.C. Catch, Georg & Martin Koppehele (15), Cindy Valentine & Tony Green (16)
- Autor tekstów: Dieter Bohlen (1, 2, 4, 5, 6, 7, 8, 9, 10, 11, 12, 13, 14, 17, 18), David Weiss & Don Fagenson (3), C.C. Catch, Georg & Martin Koppehele (15), Cindy Valentine & Tony Green (16)
- Śpiew: C.C. Catch
- Remiks: Bernd Schöler & Tomi Dawson (1, 2), DJ Deep (4, 18)